# Philippus van Boxmeer
Philippus van Boxmeer ('s-Hertogenbosch, 1627 - Eindhoven, 1721) was burgemeester van Eindhoven, schepen van Dommelen.

## Biografie
Philippus van Boxmeer (roepnaam Philips), die enkele jaren burgemeester van Eindhoven was, was geen geboren Eindhovenaar. Hij stamde uit een Bossche familie van kooplieden en rechtsgeleerden. Op 30 maart 1672 werd hij in Den Bosch in de Sinte-Cathrienkerk ten doop gehouden door zijn ouders, koopman Gisbertus Joannis van Boxmeer en Ida Francisci Vogels. Vader Gisbertus was op zijn beurt vermoedelijk een zoon van rechtsgeleerde Dr Joannes Antonii van Boxmeer en Genoveva Jacobi Donck. Philippus was het jongste van vermoedelijk zeven kinderen.
Het is niet bekend wat of wie Philippus naar Eindhoven deed trekken. Zijn moeder woonde in 1701 niet meer in 's-Hertogenbosch, maar in Breugel, bij Eindhoven. Philippus startte in Eindhoven als brouwer (onder meer een vermelding uit 1696). Op 21 september 1692 trad hij, als twintigjarige, te Eindhoven in het huwelijk met de twee jaren oudere weduwe Catharina Guilhelma vander Weirde (Willemijn; gedoopt op 20 september 1670 te Eindhoven, dochter van Henricus van Werden en Maria Godefridi Coppens). Philippus en Willemijn kregen samen vijf kinderen, terwijl Willemijn al twee telgen had uit haar eerste huwelijk, met Cornelius van Coursel.
Philippus' ster rees kennelijk tamelijk snel in zijn nieuwe woonplaats. Reeds in 1698, hij is dan pas zesentwintig jaar oud, wordt hij als burgemeester vermeld, evenals in 1699 en 1700 (benoemingen golden eertijds een jaar). Ook in de streek om Eindhoven speelde Philippus een belangrijke rol. In 1702 is hij burgemeester van Breugel. En in 1717 vinden we een vermelding als schepen te Dommelen bij Valkenswaard. Omstreeks 1703 stierf Philippus' vrouw Willemijn. Philippus bleef achter met vijf nog zeer jonge kinderen. Op 10 juni 1705 hertrouwde hij in Eindhoven, met de weduwe Maria Snellaerts, weduwe van Arnoldus van de Ven. Uit dit tweede huwelijk van Philippus werd nog een zoon geboren.
Een zoon uit het eerste huwelijk, Gisbertus van Boxmeer, trouwde met Dymphna Teresia van den Boor, telg uit het molenaarsgeslacht Van den Bour, bekend van de Schimmelse molen te Woensel.
Philippus zelf werd achtenveertig jaar oud. Op 7 januari 1721 werd hij te Eindhoven ten grave gedragen.